# Den förstfödde
Den förstfödde è il nono album in studio della one man band Arckanum, pubblicato il 2017 dalla Folter Records.

## Tracce
1. "Den förstfödde" - 9:39
2. "Nedom etterböljorna" - 4:17
3. "Likt Utgårds himmel" - 5:24
4. "Ofjättrad" - 4:48
5. "Ginnmors drott" - 3:51
6. "Låt Fjalarr gala" - 5:31
7. "Du grymme smed" - 4:00
8. "Kittelns beska" - 9:02

## Formazione
- Shamaatae - voce, tutti gli strumenti